# 키릴로프

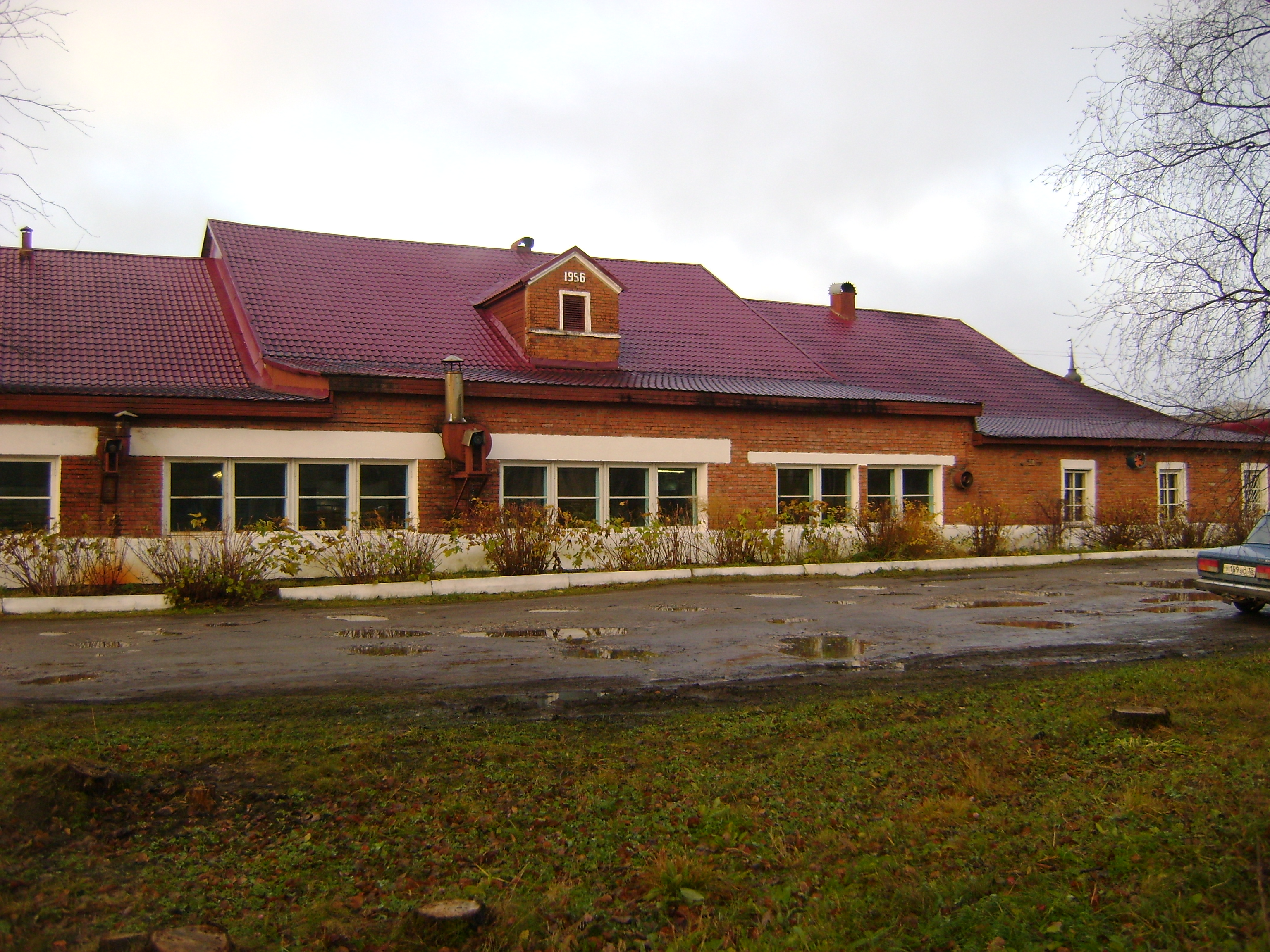

키릴로프(러시아어: Кири́ллов)는 러시아 볼로그다주 키릴롭스키 구의 행정 중심지이자 도시이다. 시베르스코예 호와 돌고예 호 기슭에 위치하며, 볼로그다주의 행정 중심지에서 북서쪽으로 129km(80마일) 떨어져 있다. 인구는 7,728명(2010년 인구 조사), 8,229명(2002년 인구 조사), 8,817명(1989년 소련 인구 조사)이다.

## 경제

### 산업
목재 산업과 식품 산업 기업이 있다.

### 교통
키릴로프는 볼로그다, 체레포베츠, 벨로제르스크, 비테그라와 사계절 도로로 연결되어 있다. 지방 도로도 있다.
볼가 강 유역의 리빈스크 저수지와 네바 강 유역의 오네가 호수를 연결하는 볼가-발트 수로(이전 명칭: 마린스크 운하 시스템)는 셰크스나 강을 따라 키릴로프에서 수 킬로미터 떨어진 곳에 있다.
도시 남쪽에는 북드비나 운하의 수문 중 하나가 있다. 이 운하는 북드비나 강 유역의 쿠벤스코예 호수와 셰크스나 강을 연결하여 백해와 볼가 강 유역을 연결한다. 19세기에 이 운하는 볼가 강과 백해를 연결하는 주요 수로였다. 그러나 1930년대에 백해-발트 운하가 건설되면서 북부 드비나 운하는 그 중요성을 잃었다. 이 운하는 여전히 운영 중이며, 화물 운송과 셰크스나에서 쿠벤스코예 호수로 향하는 유람선 운항에 이용되고 있다.

### 관광
키릴로프의 경제는 주로 관광 중심이다. 키릴로프는 소련 시대부터 관광 명소였다.